# Sensations
Sensations ist ein klassischer Pornofilm aus den 1970er Jahren, gedreht und produziert von dem bekannten italienischen Regisseur Lasse Braun (u. a. Body Love).

## Handlung
Der Film handelt von den erotischen Abenteuern, die Margaret (Brigitte Maier) und ihre Freundin Julie (Shirley Cox) in der Künstlerszene Amsterdams erleben. Während Margaret zunächst zögert, wirft sich Julie ins Abenteuer. Nach einem Besuch bei einer Kunstsammlerin und ihrem Freund will auch Margaret die „freie Liebe“ ausprobieren.

## Wissenswertes
- Der Film kombiniert Porno, Kunst und Hippietum auf surrealistische Art.
- Der Film wurde bei den Internationalen Filmfestspielen von Cannes gezeigt und war der erste europäische Pornofilm, der in den USA erfolgreich war.
- Für den Film wurde mit ganzseitigen Anzeigen in New Yorker Zeitungen geworben.
- Das Geld für die Produktion wurde von dem Produzenten Reuben Sturman aufgebracht.